# William Wallace Denslow
William Wallace Denslow, né le 5 mai 1856 à Philadelphie et mort le 27 mai 1915 à New York, est un illustrateur et caricaturiste américain.

## Vie et œuvre
Né à Philadelphie, il s'installe dans les années 1880 à Chicago, où il rencontre l'auteur américain L. Frank Baum. Leur collaboration commence avec l'illustration du roman By the Candelabra's Glare ; les copyrights sont déposés simultanément et pour le roman et pour les illustrations.

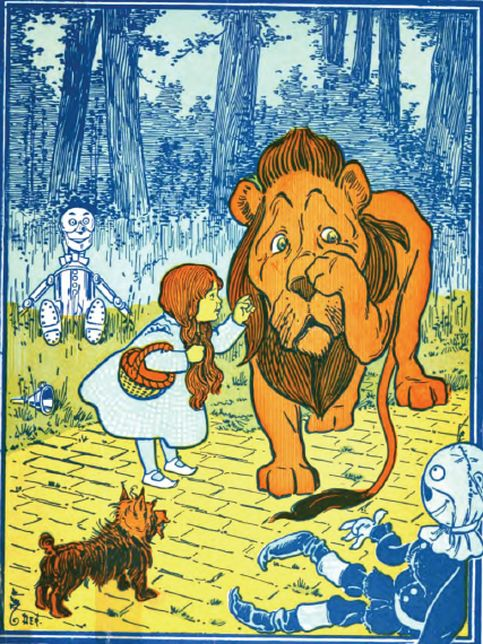
Illustration pour Le magicien d'Oz

Denslow illustre le roman de Baum, The Wonderful Wizard of Oz (Le Magicien d'Oz), le premier d'une série. Par ailleurs, quand le roman est adapté pour la scène avec The Wizard of Oz en 1902, Baum écrit le scénario et Denslow est responsable des décors et costumes. Cependant une dispute concernant la répartition des droits d'auteurs éclate entre les deux hommes (Denslow demandant une part égale à celles allouées à Baum et au compositeur de la musique de la pièce Paul Tietjens) et Baum décide de ne plus poursuivre sa collaboration avec Denslow.
Denslow est aussi un éditeur de dessins humoristiques engagés politiquement ; il développe en particulier une interprétation politique du pays d'Oz. 
Après avoir dilapidé sa fortune, Denslow meurt de pneumonie le 27 mai 1915[réf. nécessaire], seul et abandonné.

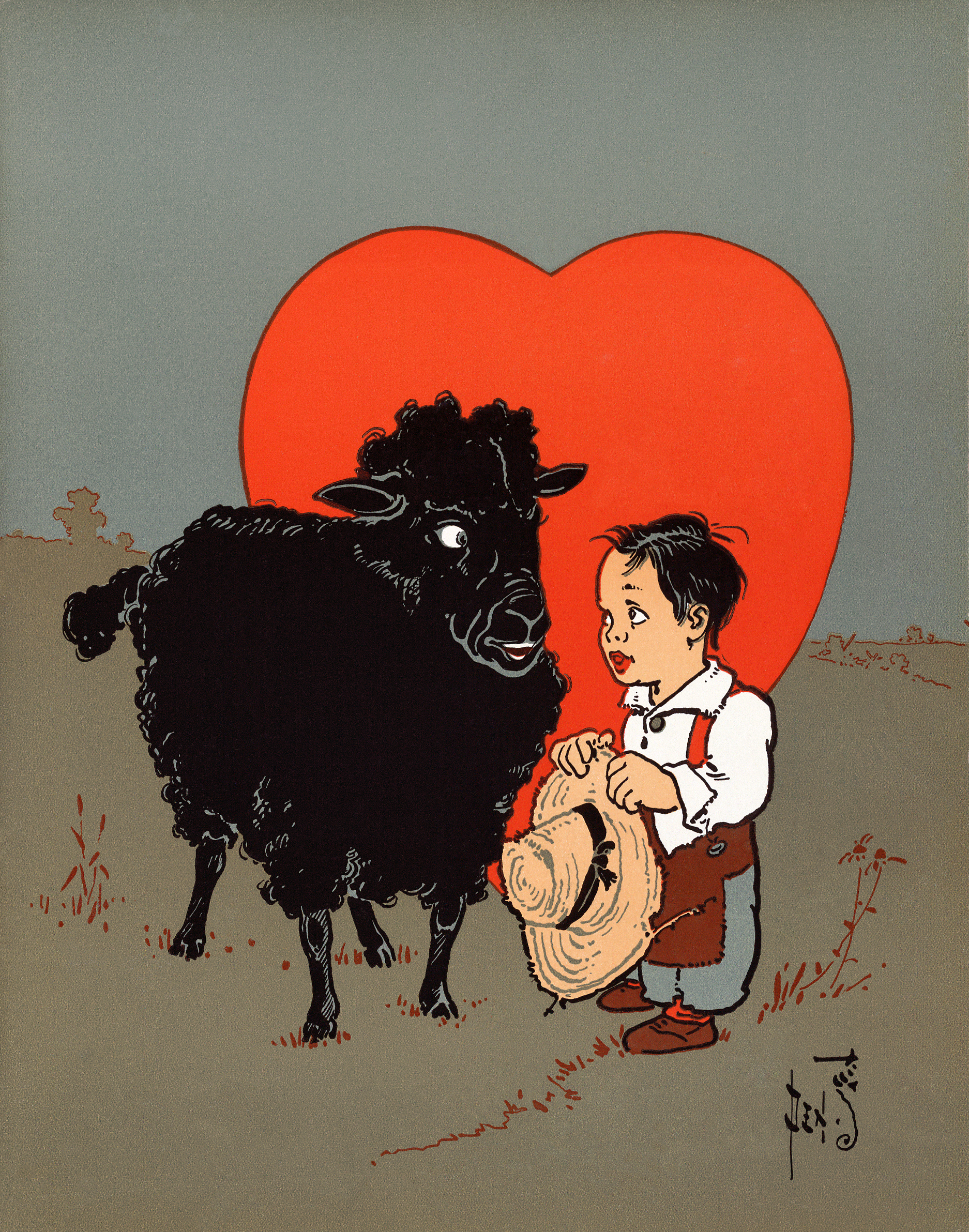
Une de ses illustrations, datant de 1901

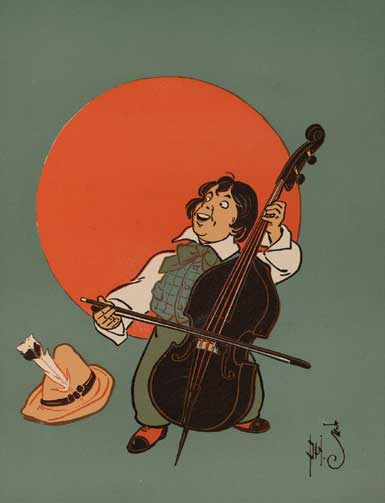
Illustration de la chanson Little Tommy Tucker, 1901